# Bujanka czarna
Bujanka czarna (Bombylella atra) – gatunek muchówki z rodziny bujankowatych i podrodziny Bombyliinae. Zamieszkuje krainę palearktyczną od Półwyspu Iberyjskiego po Syberię i Azję Środkową.

## Taksonomia
Gatunek ten opisany został po raz pierwszy w 1763 roku przez Giovanniego Antonia Scopoliego pod nazwą Bombylius ater. Lokalizacja typowa znajduje się w Słowenii. W 1995 roku David J. Greathead umieścił go w rodzaju Bombylella oraz zsynonimizował z nim gatunek Bombylius lugubris.

## Morfologia
Muchówka ta osiąga od 6 do 11 mm długości ciała o zwartej budowie. Głowa jest dość mała, znacznie węższa od tułowia, w widoku bocznym mniej więcej trójkątna. Wyposażona jest w długi, smukły, sterczący ku przodowi ryjek i dość krótkie głaszczki. Owłosienie głowy jest czarne z białymi lub szarymi włoskami na twarzy i potylicy, rzadziej całkowicie czarne. Oczy złożone u samic są szeroko rozstawione, u samców zaś są silnie zbliżone do siebie. Omatidia w górnej połowie oczu samca są powiększone. Czułki są wąsko rozstawione i mniej więcej tak długie jak głowa, ich ostatni człon jest u samca wąski, a u samicy nieco rozszerzony. Owłosienie czułków jest bardzo gęste i szczotkowate. Spodnią stronę czułków samicy porastają zwykle włoski czarne i szare, rzadziej tylko czarne.
Tułów jest krótki i szeroki, czarny i głównie czarno owłosiony; białe lub białożółte włoski obecne są na śródpleczu, a u samicy także w kępkach na pteropleurach. Skrzydła mają wyraźnie przyciemnioną, jasnobrunatną część nasadową oraz częściowo przednią krawędź; przyciemnienie to obejmuje komórki podstawowe radialną i medialną w całości lub pozostawia ich wierzchołkowe części przejrzystymi. Odnóża ubarwione są całkiem czarno.
Odwłok jest krótki i szeroki. Na wierzchu tergitów od drugiego do piątego występują kępki białych włosków, na ich bokach zaś kępki dłuższych włosków czarnych; kępki te mogą się jednak wycierać. U samicy domieszka białych włosków widoczna jest również na sternitach. Pokładełko uzbrojone jest w kolce i porośnięte brunatnożółtymi włoskami.

## Ekologia i występowanie
Owad ciepłolubny. Zasiedla suche i otwarte stanowiska, preferując te o wapiennym podłożu, w tym murawy kserotermiczne. Osobniki dorosłe aktywne są od kwietnia lub maja do lipca. Odwiedzają kwiaty celem żerowania na nektarze. Larwy są parazytoidami żądłówek.
Gatunek palearktyczny. W Europie znany jest z Hiszpanii, Francji, Belgii, Niemiec, Szwajcarii, Austrii, Włoch, Malty, Estonii, Łotwy, Litwy, Polski, Czech, Słowacji, Węgier, Białorusi, Ukrainy, Rumunii, Bułgarii, Słowenii, Chorwacji, Bośni i Hercegowiny, Serbii, Albanii, Macedonii Północnej, Grecji oraz europejskiej części Rosji. Ponadto podawany jest z Syberii, Turcji, Gruzji, Armenii, Azerbejdżanu, Syrii, Libanu, Izraela, Egiptu, Arabii Saudyjskiej, Kuwejtu, Zjednoczonych Emiratów Arabskich, Omanu, Kazachstanu, Turkmenistanu, Uzbekistanu, Tadżykistanu, Kirgistanu oraz Iranu. W Polsce jest owadem rzadko spotykanym.